# Miloud Oukili
Miloud Oukili (Algeri, 3 gennaio 1972) è un artista francese.

## Biografia
Nasce ad Algeri nel 1972, da madre francese e padre algerino, ma presto si trasferisce a Parigi. Qui vive nella periferia parigina dove conosce la vita dei ragazzi di strada, pur non condividendola. A diciassette anni ottiene successo come foto-modello, ma il suo sogno è fare il clown.
Dopo essersi diplomato alla scuola di arti circensi di Annie Fratellini (della famiglia Fratellini), nel 1992 si reca in Romania dove lavora per l'associazione "Handicap International" come animatore in ospedali, orfanotrofi e centri per disabili. A Bucarest organizza spettacoli per le strade e le piazze della città e crea la Fundatia PARADA, una fondazione dedicata al recupero dei bambini e dei ragazzi che vivono nei sotterranei della città.
Miloud parla correntemente francese, arabo, italiano e romeno.

## Riconoscimenti
Per il suo impegno in difesa dei diritti dell'infanzia, Miloud ha ricevuto numerosi riconoscimenti tra i quali: nel 1999, il Premio Unicef "Dalla parte dei bambini"; nel 2000 il premio Artusi, assegnato dalla città di Forlimpopoli, e il Premio Europeo Albert Schweitzer, ricevuto Gunsbach, in Francia; nel 2001 il Premio della Fondation pour l'Enfance (Parigi), per il lavoro svolto a Bucarest; nel 2006 il Premio Rotondi, sezione “Angeli del nostro tempo”, a Sassocorvaro.
Il 20 aprile 2007 ha ricevuto la laurea honoris causa in pedagogia dall'Università di Bologna assieme ad un altro illustre collega, Patch Adams.
Fra le personalità incontrate da Miloud figurano Papa Giovanni Paolo II (1999), l'allora primo ministro francese Lionel Jospin, in visita a Bucarest nel 2001, e l'Abbé Pierre, che nel 2001 ha visitato le strutture della Fondazione PARADA.
All'attività di Miloud è dedicato il film Pa-ra-da di Marco Pontecorvo, presentato alla Biennale di Venezia 2008. Egualmente, il giallo per ragazzi La banda del mondo di sotto scritto da Paola Dalmasso, è ispirato alle vicende vissute da Miloud.